# Jeg rev et blad ud af min dagbog
Jeg rev et blad ud af min dagbog var Danmarks bidrag till Eurovision Song Contest 1958, och sjöngs på danska av Rachel Rastenni.
Låten startade som nummer sex ut den kvällen, efter Sveriges Alice Babs med "Lilla stjärna" och före Belgiens Fud Leclerc med "Ma petite chatte". Då omröstningen var genomförd hade låten fått tre poäng, och slutade på åttonde plats av tio.
Sången sjungs ur en kvinnas perspektiv, då hon ber om ursäkt till en vän eller käresta (texten är oklar till vem) för sina handlingar, och menar att den andra personen också borde göra det. Hon sjunger att hon ångrar orden hon använde, så hon "rev ut ett blad ur dagboken".